# 선화공주
선화공주(善花公主, ?~?)는 삼국유사 기록에 따르면 신라 진평왕의 셋째 딸이자, 무왕의 왕후이다. 미륵사지 석탑에서 발견된 금제사리봉안기에 의하면 무왕의 왕후는 사택왕후로 기록되었기에 그 실존 여부에 관한 논란이 있다.

## 생애
신라 진평왕과 마야부인의 딸이자 선덕대왕과 천명공주의 동생이며 화랑세기에서 등장하는 천명공주의 동생이다.
고려 시대 승려 일연이 편찬한 《삼국유사》의 설화에 따르면, 미모가 매우 뛰어나 백제의 서동이 사모하여, 두 사람이 남 몰래 밤에 만나곤 한다는 〈서동요〉를 지어 금성(지금의 경주)에 퍼뜨렸다고 한다. 공주는 억울한 누명을 쓰고 유배되어 가던 중 서동을 만나 결혼하고 백제에 가서 왕비가 되었으며, 이후에는 미륵사의 창건을 무왕에게 부탁하였다고 한다. 무왕이 사망하자 못난 의자왕은 기다렸다는 듯이 동생을 포함한 대대적인 숙청을 단행했고, 이것은 의자왕과 선화공주 간의 갈등과 늦은 나이에 태자로 책봉된 이유를 암시한다는 주장도 있다.
일설에는 무왕이 아닌 동성왕라고도 하며, 그녀의 신분에 대해서도 신라의 공주가 아니라 백제의 옹주, 귀족, 지방 호족의 딸 등 다양한 가설이 있다.

## 논란
2009년, 미륵사지 석탑에서 금제사리봉안기가 발견되었는데, 그 내용에 따르면 미륵사 창건의 주체인 '좌평 사택적덕의 딸' 사택왕후가 무왕의 왕후라 기록하고 있어 선화공주의 존재를 뿌리부터 위태롭게 하였다. 이에 학자들은 선화공주의 실존 여부에 대해 대립하기도 하였다. 일부 학자는 설화가 어느 정도의 역사성을 바탕으로 만들어지기 때문에 미륵사를 처음 짓기 시작한 것은 선화공주나, 선화공주가 죽은 뒤 사택왕후가 절을 완성했다는 새로운 가설을 내놓았다. 같은 맥락에서 학자들은 김부식의 삼국사기에 무왕이 신라와 혼인 관계를 맺었다는 기록이 있는 것을 보아 신라 선화공주가 백제를 다스렸을 가능성이 높다고 말하고 있다.

## 가계
- 조부 : 동륜태자(銅輪太子, ? ~572)
- 조모 : 만호부인(萬呼夫人)
- 부왕 : 진평왕(眞平大王, 567~632, 재위:579~632)
- 모후 : 마야부인(摩耶夫人)
  - 언니 : 선덕여왕(善德大王, ? ~647, 재위:632~647)
  - 언니 : 천명공주(天明公主, 文貞太后)
    - 조카 : 태종무열왕(太宗武烈大王, 603~661, 재위:654~661)
    - 조카 며느리 : 문명왕후(文明王后)

  - 남편 : 남부여 제30대 왕 무왕(武王, ? ~641, 재위:600~641)
    - 아들 : 남부여 제31대 왕 의자왕(義慈王, 599~660, 재위:641~660)

## 선화공주가 등장하는 작품

### 창극
- 《선화공주》(1948년)

### 드라마
- 《삼국기》(KBS, 1992년~1993년 배우:장희진)
- 《서동요》(SBS, 2005년~2006년, 배우:설리,이보영)
- 《계백》(MBC, 2011년, 배우:신은정)

## 같이 보기
- 서동요
- 삼국유사
- 사택왕후